# 阿米鲁丁韩沙
阿米鲁丁·韩沙（1962年4月20日—），马来西亚政治人物，现任祖国斗士党总秘书。曾经担任马来西亚财政部副部长（2018年至2020年）、吉打古邦巴素区国会议员（2018年至2022年）、吉打州立法议会安南武吉州议员（2002年至2023年）。

## 政治生涯
2002年，担任吉打州立法议会安南武吉州议员的伊斯兰党精神领袖法兹诺病逝，阿米魯丁韓沙代表伊斯兰党在补选中守住该议席。后来，2008年大选民联在吉打实现政党轮替，阿米鲁丁也在2008年至2013年期间出任吉打行政议员、希望联盟土著团结党籍议员、马来西亚财政部副部长。2018年，他代表希望联盟竞选古邦巴素国会议席与安南武吉州议席，双双获胜。
2020年6月4日，土团党最高理事会正式宣布终止阿米鲁丁的土团党籍。之後，阿米鲁丁與马哈迪·莫哈末及慕克里·马哈迪父子联合创办祖国斗士党，他出任該黨总秘书；由於祖国斗士党未获得马来西亚社团注册局认证，所以阿米鲁丁暂以独立人士的身份出席国会下议院会议及州议会。

## 个人荣誉
- 吉打
  -  吉打皇家效忠拿督勋章（DSDK）—拿督（2009年）[6]
  - 太平局绅（JP）（2013年）[6]
  -  吉打辉煌拿督勋章（DGMK）—拿督威拉（2019年）[7]